# 諸傑
諸傑（？年—？年），字子輿，南直隶松江府上海縣人，民籍。

## 生平
弘治十七年（1504年）甲子科應天府鄉試舉人，嘉靖五年（1526年）丙戌科第二甲第六十六名進士。授刑部主事，历升郎中，十一年十月以事贬广东高明县典史，起国子监学录，升南京兵部主事，二十二年三月改任尚宝司司丞，升本司少卿。